# Angelo I. Sanudo

Znak Vévodství Naxos

Angelo I. Sanudo († 1262) byl druhým vévodou z Naxu. Vlády se ujal roku 1227 a vystřídal na trůnu svého otce, zakladatele státu a účastníka čtvrté křížové výpravy Marca Sanuda. Po Angelově smrti roku 1262 dosedl na trůn jeho syn Marco II.
Roku 1235 odeslal vévoda Angelo I. eskadru svých lodí, aby posílili obranu hlavního města Latinského císařství Konstantinopolis, kde byl latinský císař Jan z Brienne obležen císařem z Nikáie Ioannem III. Dukou Vatatzem a bulharským carem Ivanem Asenem II. Díky Angelově významné pomoci a dalším zásahům do války, bylo dosaženo podepsání míru mezi Nikáiou a Konstantinopolí na dva roky.

Mapa Vévodství Naxos